# 水酸化アルミニウム
水酸化アルミニウム（すいさんかアルミニウム、Aluminium hydroxide）は化学式 Al(OH)3 で表される無機化合物である。比重は約2.42。酸やアルカリに溶け、水、アルコールに不溶。アルミニウム塩の水溶液にアンモニアを加えると白色ゲル状沈殿を起こすが、これが水酸化アルミニウムである。主に医薬品や吸着剤などに使用される。また、緑色顔料・ピーコックの原料でもある。
熱すると酸化アルミニウムになるが、その際に水が発生するため、水酸化アルミニウムを添加した紙は燃えない（炎を出さない）。この「不燃紙」は防火性の高い建築材料（壁紙）として使用されている。

## 生成
バイヤー法で作ることができる。
1. ボーキサイトを水酸化ナトリウムの高温水溶液（約175℃）に溶かす。
2. 上記で生成された溶液を濾過する。
3. 溶液を冷却すると水酸化アルミニウムが析出する。

{\displaystyle {\ce {{[Al(OH)4]^{-}}(aq)<=>Al(OH)3(s)\ +{OH^{-}}(aq)}}}

## 性質
水溶液から新たに生成したゲル状沈殿は酸および塩基水溶液に容易く溶解する。水酸化アルミニウム自体の溶解度積はかなり小さいが、酸性では水酸化物イオンOH−の濃度が極めて小さく溶解方向に平衡が移動し、塩基性ではOH−による配位結合が生成しテトラヒドロキシドアルミン酸イオン[Al(OH)4]−を生成するためである。
{\displaystyle {\ce {Al(OH)3(s)\ <=>\ Al^{3+}(aq)\ +3OH^{-}(aq)}}},　　　{\displaystyle K_{\mbox{sp}}=5\times 10^{-33}}
{\displaystyle {\ce {Al(OH)3(s)\ +H2O(l)\ <=>\ H^{+}(aq)\ +[Al(OH)4]^{-}(aq)}}},　　　{\displaystyle K_{\mbox{sp}}=4\times 10^{-13}}
しかしながら、沈殿後時間が経過したものおよび、結晶性の水酸化アルミニウムは特に塩基水溶液に対し溶解しにくくなる。水酸化アルミニウムAl(OH)3にはγ型とされたギブサイト（gibbsite、単斜）、およびα型とされたバイヤーライト（bayerite、単斜）が存在し、25℃、105 Paの下ではギブサイトの方が熱力学的に安定である。
また熱水溶液中では一分子脱水し、AlO(OH)を生成し、これにはベーム石（Boehmite）およびダイアスポア（diaspore）が存在する。何れもボーキサイトの主要な成分である。
これらの水酸化物は何れも加熱により水を容易く失い、酸化アルミニウムとなる。
{\displaystyle {\ce {2Al(OH)3 ->[\Delta] Al2O3 + 3H2O}}}
{\displaystyle {\ce {2AlO(OH) ->[\Delta] Al2O3 + H2O}}}
医療分野ではワクチンのアジュバントとして、リン酸アルミニウムなどとともに頻用される。